# Utva 66
Die Utva 66 (serbisch-kyrillisch Утва 66) ist ein STOL-Flugzeug des jugoslawischen Herstellers Utva. Es wurde aus der Utva 60 entwickelt und flog erstmals 1966.

## Konstruktion
Die Utva 66 ist ein einmotoriger, abgestrebter Schulterdecker mit STOL-Eigenschaften, der Platz für vier Personen bietet und von unvorbereiteten Start- und Landebahnen aus eingesetzt werden kann. Das Flugzeug verfügt über ein festes Spornradfahrwerk und kann auch mit Schwimmern oder Skiern ausgerüstet werden. Das Cockpit ist mit Doppelsteuerung ausgestattet, sodass die Maschine auch als Schulflugzeug verwendet werden kann. Statt des rechten vorderen und hinteren Sitzes konnten auch zwei Krankentragen untergebracht werden. Die letzten Flugzeuge wurden 1999 aus dem Dienst genommen.

## Varianten
- Utva 66 – Serienmodell
- Utva 66AM – Ambulanzausführung
- Utva 66H – Wasserflugzeug
- Utva 66V – Militärversion

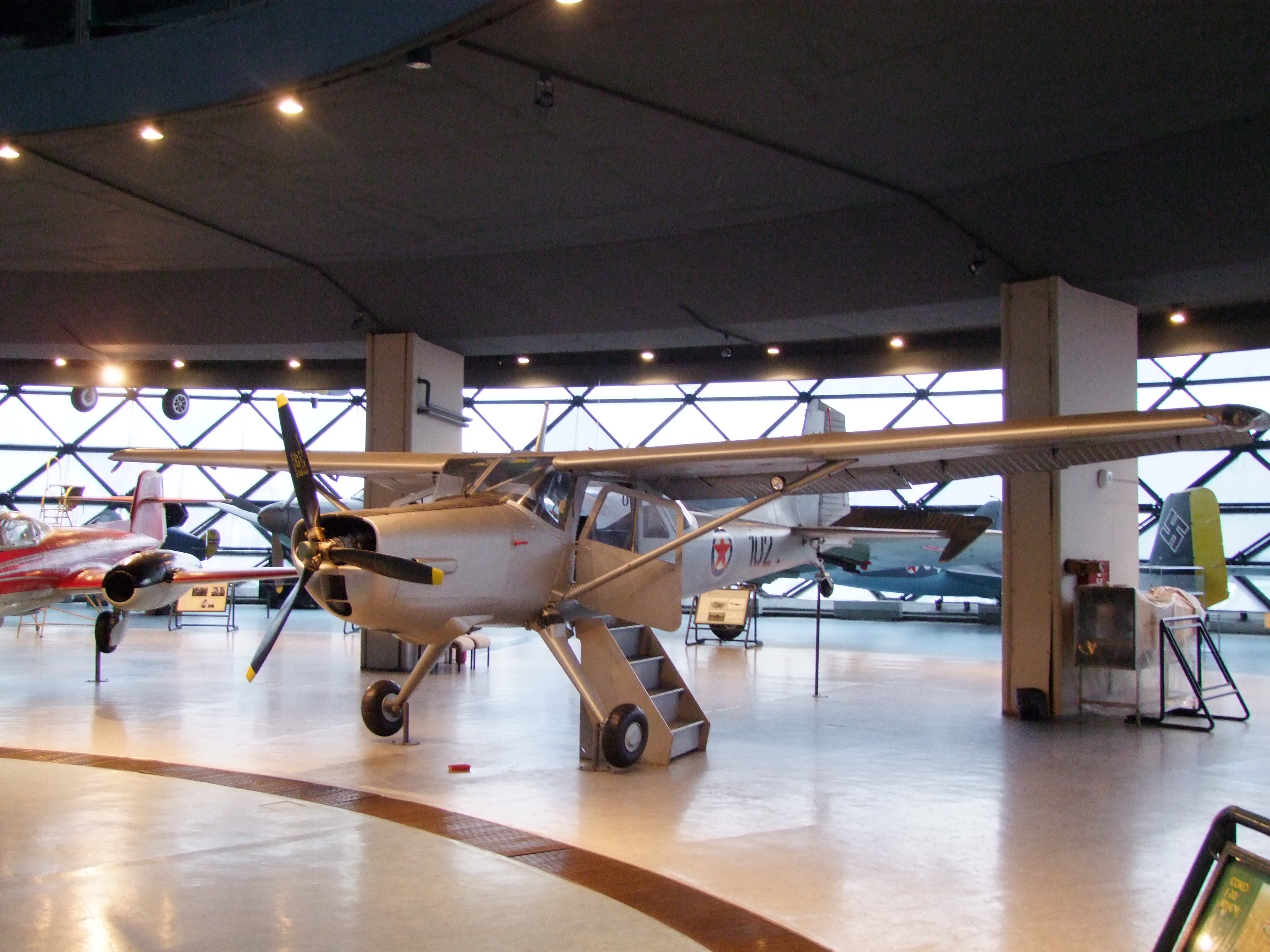
Utva 66 im Luftfahrtmuseum Belgrad

- Utva 66AG – Landwirtschaftsversion

## Militärische Nutzer
- Bosnien und Herzegowina
- Jugoslawien
- Kroatien
- Nordmazedonien
- Republika Srpska
- Serbien

## Technische Daten
| Kenngröße             | Daten                                                     |
| --------------------- | --------------------------------------------------------- |
| Besatzung             | 1–2                                                       |
| Passagiere            | 2–3 / 2 Krankentragen                                     |
| Länge                 | 8,38 m                                                    |
| Spannweite            | 11,40 m                                                   |
| Höhe                  | 3,20 m                                                    |
| Flügelfläche          | 18,80 m²                                                  |
| Flügelstreckung       | 6,9                                                       |
| Nutzlast              | 569 kg                                                    |
| Leermasse             | 1251 kg                                                   |
| max. Startmasse       | 1820 kg                                                   |
| Höchstgeschwindigkeit | 230 km/h                                                  |
| Dienstgipfelhöhe      | 6700 m                                                    |
| Reichweite            | 746 km                                                    |
| Triebwerke            | 1 × Lycoming GSO-480-B1J6-Kolbenmotor mit 201 kW (273 PS) |